# Trudering-Riem
Trudering-Riem is een stadsdeel (Duits: Stadtbezirk) van de Duitse stad München, hoofdstad van de deelstaat Beieren.
Trudering-Riem ligt in het uiterste oosten van München. Het stadsdeel wordt ook aangeduid als Stadtbezirk 15. De oostelijke grens van het stadsdeel is de gemeentegrens van de stad München met de gemeenten Aschheim, Feldkirchen, Haar en Putzbrunn, alle deel van Landkreis München. In het noorden en westen grenst het stadsdeel ook aan het Stadtbezirk Bogenhausen, in het westen aan Berg am Laim en in het zuiden aan Stadtbezirk Ramersdorf-Perlach.
Eind 2018 woonden er in het 22,45 km² grote Stadtbezirk 73.206 inwoners. De belangrijkste woonkernen zijn Am Moosfeld, Gartenstadt Trudering, Kirchtrudering, Messestadt Riem, Neutrudering, Riem, Straßtrudering en Waldtrudering.

## Luchthaven
In Riem was de Luchthaven München-Riem gelegen. Deze luchthaven was van bij de ingebruikname in 1939 tot de sluiting in 1992 de internationale luchthaven van de stad, als vervanging van eerdere luchthavens in Puchheim en Oberschleißheim. De luchthaven in Riem, op amper zeven kilometer ten oosten van het stadscentrum, werd al in 1954 te klein. Daarom werd besloten om 28 km ten noordoosten van de stad een nieuwe internationale luchthaven te bouwen. Na de opening van de Flughafen München Franz Josef Strauß in 1992 kon München-Riem gesloten worden. De luchthaven blijft in herinnering doordat er op 6 februari 1958 de vliegramp van München plaatsvond.
Op het luchthaventerrein ontstond na de sluiting Messestadt Riem met een groot tentoonstellingspark en woningbouw. Hier zijn de Neue Messe München, het Internationales Congress Center München, het winkelcentrum Riem Arcaden en het Riemer Park gevestigd. In het laatste vond de Bundesgartenschau 2005 plaats.
Allach-Untermenzing · 
Altstadt-Lehel · 
Au-Haidhausen · 
Aubing-Lochhausen-Langwied · 
Berg am Laim · 
Bogenhausen · 
Feldmoching-Hasenbergl · 
Hadern · 
Laim · 
Ludwigsvorstadt-Isarvorstadt · 
Maxvorstadt · 
Milbertshofen-Am Hart · 
Moosach · 
Neuhausen-Nymphenburg · 
Obergiesing-Fasangarten · 
Pasing-Obermenzing · 
Ramersdorf-Perlach · 
Schwabing-Freimann · 
Schwabing-West · 
Schwanthalerhöhe · 
Sendling · 
Sendling-Westpark · 
Thalkirchen-Obersendling-Forstenried-Fürstenried-Solln · 
Trudering-Riem · 
Untergiesing-Harlaching